# Coupe de France de cyclisme sur route 2006
La Coupe de France de cyclisme sur route 2006 est la 15e édition de la Coupe de France de cyclisme sur route.
La victoire finale revient au Français Lloyd Mondory de l'équipe française AG2R Prévoyance.
Comme lors de l'édition précédente, cette édition de la Coupe de France est donc disputée sur un total de 14 épreuves.

## Résultats
La liste des courses composant la compétition et le podium de chacune d'entre elles sont les suivants :
| 18 fév.   | Tour du Haut-Var                 | Leonardo Bertagnolli  | Pietro Caucchioli | Jurgen Van de Walle |
| 19 fév.   | Classic Haribo                   | Arnaud Coyot          | Thor Hushovd      | Mauro Facci         |
| 19 mars   | Cholet-Pays de la Loire          | Christopher Sutton    | Niko Eeckhout     | Lilian Jégou        |
| 30 mars   | Route Adélie de Vitré            | Samuel Dumoulin       | Aitor Galdós      | Anthony Geslin      |
| 2 avr.    | Grand Prix de la ville de Rennes | Paride Grillo         | Gabriele Balducci | Hans Dekkers        |
| 13 avr.   | Grand Prix de Denain             | Jimmy Casper          | Nico Mattan       | Hans Dekkers        |
| 16 avr.   | Tro Bro Leon                     | Mark Renshaw          | Aliaksandr Usau   | Jean-Patrick Nazon  |
| 18 avr.   | Paris-Camembert                  | Anthony Geslin        | Cédric Coutouly   | Charles Guilbert    |
| 22 avr.   | Grand Prix de Villers-Cotterêts  | Émilien-Benoît Bergès | Dmitri Mouraviov  | Jonas Ljungblad     |
| 30 avr.   | Trophée des grimpeurs            | Didier Rous           | Philippe Gilbert  | Tristan Valentin    |
| 25 mai    | Tour de Vendée                   | Mikel Gaztañaga       | Jimmy Casper      | Sébastien Hinault   |
| 30 juill. | Polynormande                     | Anthony Charteau      | Bert Scheirlinckx | Nicolas Crosbie     |
| 17 sept.  | Grand Prix d'Isbergues           | Cédric Vasseur        | Philippe Gilbert  | Frédéric Guesdon    |
| 5 oct.    | Paris–Bourges                    | Thomas Voeckler       | Aliaksandr Usau   | Stuart O'Grady      |

L'Italien Leonardo Bertagnolli a été déclassé en 2014 de tous ses résultats obtenus entre 2003 et 2011. Si certains sites ont réattribué les places vacantes, l'UCI n'a cependant pas officiellement indiqué que c'était le cas.

## Classement

### Individuel
Le classement général final est le suivant :
| Classement par points | Classement par points | Classement par points | Classement par points           | Classement par points |
| Coureur               | Coureur               | Pays                  | Équipe                          | Points                |
| --------------------- | --------------------- | --------------------- | ------------------------------- | --------------------- |
| 1er                   | Lloyd Mondory         | France                | AG2R Prévoyance                 | 119 pts               |
| 2e                    | Lilian Jégou          | France                | La Française des jeux           | 108 pts               |
| 3e                    | Jimmy Casper          | France                | Cofidis-Le Crédit par Téléphone | 85 pts                |
| 4e                    | Philippe Gilbert      | Belgique              | La Française des jeux           | 80 pts                |
| 5e                    | Anthony Geslin        | France                | Bouygues Telecom                | 75 pts                |
| 6e                    | Aliaksandr Usau       | Biélorussie           | AG2R Prévoyance                 | 70 pts                |
| 7e                    | Émilien-Benoît Bergès | France                | Auber 93                        | 68 pts                |
| 8e                    | Christopher Sutton    | Australie             | Cofidis-Le Crédit par Téléphone | 65 pts                |
| 9e                    | Mark Renshaw          | Australie             | Crédit Agricole                 | 64 pts                |
| 10e                   | Erki Pütsep           | Estonie               | AG2R Prévoyance                 | 62 pts                |

### Par équipe
Le classement général final de la meilleure équipe est le suivant.
| Classement par équipes aux points | Classement par équipes aux points | Classement par équipes aux points | Classement par équipes aux points |
| Équipe                            | Équipe                            | Pays                              | Points                            |
| --------------------------------- | --------------------------------- | --------------------------------- | --------------------------------- |
| 1re                               | Bouygues Télécom                  | France                            | 108 pts                           |
| 2e                                | La Française des jeux             | France                            | 106 pts                           |
| 3e                                | Crédit agricole                   | France                            | 93 pts                            |
| 4e                                | Cofidis-Le Crédit par Téléphone   | France                            | 91 pts                            |
| 5e                                | Auber 93                          | France                            | 88 pts                            |
| 6e                                | Bretagne-Jean Floc'h              | France                            | 87 pts                            |
| 7e                                | Agritubel                         | France                            | 85 pts                            |
| 8e                                | AG2R Prévoyance                   | France                            | 81 pts                            |

### Jeunes
| Classement du meilleur jeune | Classement du meilleur jeune | Classement du meilleur jeune | Classement du meilleur jeune | Classement du meilleur jeune |
| Coureur                      | Coureur                      | Pays                         | Équipe                       | Points                       |
| ---------------------------- | ---------------------------- | ---------------------------- | ---------------------------- | ---------------------------- |
| 1er                          | Lloyd Mondory                | France                       | AG2R Prévoyance              |                              |